# Tyler McGill
Tyler Tennant McGill (nacido el 18 de agosto de 1987) es un nadador estadounidense, especializado en el estilo de mariposa. Formó parte de dos equipos de relevos, siendo medalla de bronce en los 100 m mariposa en los mundiales de natación Shanghái 2011. En los Olympic Trials de Estados Unidos en 2012 fue segundo en los 100 m Mariposa, detrás de Michael Phelps, clasificándose ambos para representar a los Estados Unidos en los Juegos Olímpicos de Londres 2012.
```
Fue miembro del equipo olímpico de 2012 de Estados Unidos que compitió en el evento de 100 metros mariposa en los Juegos Olímpicos de Londres de 2012, donde llegó a la final e hizo 51:88, colocándose con esta marca séptimo en esta prueba.
```

## Carrera
McGill asistió a la Universidad de Auburn, y compitió en natación para Auburn Tigers y el equipo de buceo bajo las órdenes del entrenador Brett Hawke, de 2007 a 2010. Durante sus cuatro años de natación en la universidad, ganó campeonatos de la NCAA en el estilo libre de 400 yardas y en el relevo combinado 4 x 100 yardas, además de un campeonato de la SEC en el estilo libre de 800 yardas.